# Història de l'observació lunar
L'estudi de la Lluna es remunta als primers temps de la història humana, en ser el cos celeste del sistema solar més proper a la Terra.

## Antiguitat
A Amèrica el poble tolteca adorava al déu lunar Metzi, i existeixen referències dels pobles maia i inca sobre éssers sobrenaturals, als quals s'adorava i que tenien relació amb el satèl·lit terrestre. Al Perú, la capital de l'imperi Chimú es deia Chan Chan o Chimorr, que es tradueix com a "Ciutat de la Lluna".
Els pobles d'Orient (assiris i babilònics), excel·lents observadors i matemàtics, van determinar el temps que invertia en la seva òrbita al voltant del nostre planeta, arribant a proclamar que el temps que emprava entre dos passos successius (mes sidéreo) era molt més curt que el mes lunar; els babilonis van idear la setmana de 7 dies (potser per existir set astres: cinc planetes i dos grans déus, el Sol i la Lluna), probablement van triar el nombre 7 perquè amb bastant aproximació la Lluna passa per 4 períodes de 7 dies en el seu cicle mensual i en un any solar hi ha 13 cicles lunars.
D'aquests pobles d'Orient es conserven dades tant dels eclipsis solars com lunars, el més antic dels quals pot remuntar-se a l'eclipsi solar del 15 de juny de 763 aC.
A la ciutat de Babilònia la casta sacerdotal, des dels seus zigurats escalonats, es va ocupar de seguir i mesurar els fenòmens celestes des del 750 aC fins ben entrat el segle i de la nostra era: era força coneguda la festa del Sappatu, el pleniluni; aquest corpus observacional va ser ben conegut pels astrònoms grecs posteriors. Una petita part dels coneixements babilònics va passar al poble jueu exiliat a Babilònia cap al segle vi a. C.
A la Xina, els registres fiables d'eclipsis es poden remuntar sens dubte al 720 aC. Els coneixements astronòmics a Egipte no van aconseguir l'esplendor necessària fins al naixement de l'Escola d'Alexandria, famosa per la seva biblioteca de caràcter neoplatònic.
Un dels directors de la citada biblioteca, Eratòstenes de Cirene, va deixar una obra en la qual ens parla dels seus càlculs per establir la mesura de la circumferència del nostre planeta (càlculs que difereixen en només 90 quilòmetres dels actuals) i sobre la mesura de l'obliqüitat de l'eclíptica. Va compilar, així mateix, un catàleg amb quasi 700 estels, i va calcular dades del nostre satèl·lit. Eratòstenes va determinar la distància mitjana entre la Terra i la Lluna en aproximadament una tercera part del valor veritable.
Altres famosos selenògrafs de l'antiguitat van ser Xenòfanes de Colofó, qui parlava d'una Lluna habitada que contenia ciutats i muntanyes, Hiparc de Nicea i Claudi Ptolemeu.
Hiparc de Nicea va ser considerat l'astrònom més important de la seva època, perquè els seus càlculs obtinguts des de l'illa de Rodes li van permetre estimar la distància entre la Terra i la Lluna amb valors més exactes que els del grec Aristarc de Samos, considerat el precursor de Copèrnic. Amb els seus estudis va aconseguir també determinar el fenomen denominat paral·laxi, consistent en el desplaçament aparent d'un determinat objecte proper pel que fa a una referència més allunyada, i que es produeix en observar-ho des de dos punts diferents.
Tres-cents cinquanta anys després, Claudi Ptolemeu va representar amb força exactitud la teoria lunar d'Hiparc, fent que el centre de l'òrbita lunar girés al voltant de la Terra fent una volta completa cada 9 anys. Els seus treballs recopilatoris van formar una obra denominada Composició matemàtica que va ser traduïda a l'àrab amb el nom d'Almagest, que és la consagració del sistema geocèntric del món, el qual va persistir fins a l'arribada de Copèrnic.
Ptolemeu va descobrir una segona irregularitat lunar que actualment es coneix amb el nom d'evecció, situant la Lluna a una distància de 59 radis terrestres i mesurant el seu diàmetre amb bastant precisió.
Des de l'antiguitat es coneix la variabilitat del diàmetre aparent de la Lluna: els babilònics així ho havien afirmat en els seus estudis descrits en les famoses "taules babilòniques", gràcies sobretot a l'astronomia observacional i aritmètica dels seus mesuraments, a diferència de la que es realitzava a l'antiga Grècia, més de meditació i geomètrica que visual.
El savi grec Tales de Milet, un dels "set" i fundador de l'Escola Jònica, considerava que la Lluna estava més a prop de nosaltres que el Sol i que mancava de llum pròpia. Es diu que s'oposava al nostre satèl·lit de forma aplanada surant en un immens mar i és famosa l'anècdota que Heròdot explicava sobre ell: va predir l'eclipsi solar del 585 aC que va acabar amb la guerra entre lidis i medes.
Anaxàgores de Clazòmenes i Anaxímenes de Milet, ambdós filòsofs, imaginaven la Terra surant en l'espai: el primer suposava que la Lluna era una gran massa pètria, amb possibilitat de ser habitada i molt major en extensió que la Grècia continental, que posseïa una orografia similar a la del nostre planeta (aquestes afirmacions van provocar el seu desterrament, acusat d'ateisme, molts anys abans que a Galileo Galilei).
Anaxímenes s'acontentava a afirmar que la Terra era un disc i que surava en l'aire; suposava també que el Sol i els planetes eren tan plans com el nostre món, i que tenien unes trajectòries que es corbaven a causa del fregament i resistència de l'aire, o que els estels eren "claus daurats" punxats en una esfera cristal·lina.
Pitàgores de Samos va calcular la distància que separava el nostre planeta de la Lluna en 126.000 estadis (uns 23.000 quilòmetres). Filolau de Crotona (deixeble del primer) va anar molt més lluny que els seus mestres, i va suposar l'existència d'una "anti Terra" (Antichton) que girava de forma diametralment oposada al nostre planeta i al voltant d'un "foc central" que mai era visible en tant que es trobava sempre a l'hemisferi oposat respecte del del nostre món.
Èudox de Cnidos, va fixar la durada de l'any solar en 365 dies i 6 hores, Celarc va suposar que la Lluna era un gran mirall en el qual es reflectien els mars i continents de la Terra, i Demòcrit d'Abdera va anar més enllà i va atribuir a les taques visibles l'origen d'"ombres" de grans muntanyes i serralades.
Posteriorment, veié la llum l'obra "Almagest" (la Gran Sintaxi) editada pel matemàtic persa Abul Wefa, que va ser considerada durant molts anys com una traducció del llibre de Ptolemeu, si bé en realitat és una obra original, la segona part de la qual està dedicada totalment a la Lluna.
L'àrab Albategnius, també conegut com Al-Battani, va calcular 4 eclipsis i va determinar els diàmetres màxims i mínims de la Lluna i el Sol.
Els astrònoms de l'antiguitat no van arribar a conèixer de forma completa el nostre satèl·lit, i els 1.300 anys següents van transcórrer tenint com a eix central de l'astronomia l'almagest de Ptolemeu, llevat d'alguns casos aïllats com els de Roger Bacon o Leonardo da Vinci. No seria fins al segle xv que novament la selenografia tornà a tenir un nou impuls amb l'aparició dels primers mapes lunars i, per descomptat, el segle xix amb l'arribada de la fotografia.
L'aparició del telescopi va suposar un avanç en l'observació lunar, i existeixen dades que confirmen que els àrabs coneixien l'efecte de les lents.

## Edat mitjana i Renaixement
En l'Edat Mitjana es van realitzar les primeres experiències per Robert Grosseteste (1175 - 1253) i Roger Bacon (1220 - 1292), els quals van notar l'efecte d'ampliació dels vidres òptics i, d'aquesta manera, van entrar en funcionament les primeres ulleres per a la vista cansada.
En 1270 va aparèixer l'obra d'òptica Perspectiva, del matemàtic i òptic polonès Vitelus, i cap al 1450 es fabricarien les primeres lents per miopes, i es va crear en els Països Baixos una pròspera indústria manufacturera de lents. Tenint això en compte, no sembla tant rar que a Holanda aparegués el telescopi més tard.
Leonardo da Vinci ja fa referència a les lents en els seus quaderns de notes: concretament parlant sobre la fabricació de lents per veure la Lluna gran per mitjà de la refracció, reconeixent que la Lluna no té llum pròpia, que la que envia la rep del Sol, i que ha de rebre una bona quantitat de llum quan la Terra la il·lumina amb la llum reflectida en els seus oceans (llum cenicienta).
Giovanni Battista della Porta va escriure un llibre (Màgia Natural, publicat en 1558 però millorat en 1589) en el qual fa referència a instruments que empren lents per veure els objectes llunyans ampliats, mentre que el mateix Johannes Kepler publicaria en 1604 el seu Afegits Vitel·le, obra que tracta essencialment d'òptica però sense esmentar encara els telescopis, malgrat que un dels seus esquemes sembla insinuar un per atzar.

## Segles XVII i XVIII
Hans Lippershey (1570 - 1619) va voler patentar en 1608 un sistema de lents que augmentaven els objectes llunyans, però immediatament van aparèixer altres inventors reclamant la seva autoria, entre ells el matemàtic isabelí Leonard Digges. Zacharies Janssen n'era un i va pretendre idear en 1604 aquest mateix artefacte òptic. Sigui com fos, en 1608 en la cort del rei Enric IV de França ja van aparèixer alguns rudimentaris telescopis, però com a simples joguines, passant després a Anglaterra i, fins i tot, arribant a Itàlia, on al maig de 1609 un matemàtic anomenat Galileo Galilei va poder examinar algun.
Sembla que el primer mapa lunar (que es va fer sense cap instrumental) va ser dibuixat en l'any 1600 per un físic i mèdic anglès anomenat William Gilbert. Els seus estudis van ser publicats pòstumament en l'any 1651, i els detalls allí exposats coincideixen bastant bé amb els actuals.
El primer mapa lunar dibuixat amb ajuda d'un telescopi és atribuït a Thomas Harriot i va ser realitzat en l'any 1609, encara que alguns autors atribueixen a Galileo Galilei el primer mapa lunar seriós dibuixat cap a l'any 1609, del que no es conserva gens a causa que va ser cremat a la seva mort. Atès que Harriot va disposar abans que Galileu d'un telescopi (perquè van arribar a Anglaterra abans que a Itàlia) se li hauria d'atribuir a ell la idea del mapa, encara que Galileu seria el primer a emprar un veritable telescopi més perfeccionat que disposava de 33 augments i no d'una mera joguina.
Galileu parla en la seva obra Sidereus Nuncius, publicada a Venècia el 1610, sobre observacions fetes amb instrumental i en les quals esmenta el satèl·lit de Júpiter, les fases de Venus, l'aspecte telescòpic d'Orió o la composició estel·lar de la Via Làctia. De la Lluna diu que presenta una superfície muntanyenca i desigual, i parla sobre l'escurçament de les ombres segons s'incrementa l'edat del satèl·lit.
Va denominar "mares" a les taques fosques i permanents que observava i, fins i tot, va arribar a mesurar les altures d'alguns accidents per la longitud de les seves ombres, obtenint xifres una mica més elevades que les reals. Les conclusions enumerades en la seva obra no van ser ben acollides pels seguidors de la filosofia aristotèlica, que no veien amb bons ulls a la seva "Lluna plana" convertida en una esfera rugosa.
L'obra de Galileu va ser plagiada, insultada i fins i tot lloada i honrada per uns altres, entre els quals es troba el matemàtic Imperial alemany Johannes Kepler, qui no va poder aconseguir que el seu amic Galileu li enviés un dels seus telescopis malgrat que aquest els regalava a dotzenes als nobles que li visitaven.
Un dels seus detractors, anomenat Cremonini, va arribar fins i tot a negar-se a mirar pel telescopi en sentir-se molt ofès per les teories i afirmacions de Galileu: després de la mort d'un dels seus detractors, Galileu es va burlar dient que "ara que pujava al cel podria veure millor el que a la terra no va voler mirar amb el telescopi".
En l'any 1636 el francès Claude Mellan va realitzar un mapa lunar, pel que sembla bastant ben acabat.
Johannes Kepler va tenir també la seva importància en la fundació de la nova ciència dedicada a l'estudi de la Lluna denominada Selenografia, perquè els seus principis sobre el telescopi astronòmic van servir a Galileu per elaborar els seus treballs, a més de realitzar ell mateix una carta lunar tan tosca com les dels seus companys, gràcies a un nou disseny de muntura equatorial per al seu telescopi que li va proporcionar un jesuïta anomenat Scheiner, qui a més va dibuixar un mapa lunar en l'any 1645.
Va ser Langreno qui va traçar en l'any 1645 diversos mapes lunars amb bastants més detalls que els dels seus antecessors.
A causa de l'increment d'accidents geogràfics descoberts en la superfície del nostre satèl·lit, va ser necessari elaborar un catàleg amb noms per diferenciar uns accidents d'uns altres. Langreno va optar per batejar als objectes que veia amb noms de personatges il·lustres, no en va treballava com a matemàtic i cosmògraf del rei Felip IV d'Espanya, utilitzant fins i tot el seu propi per designar a un mar al que va cridar Mare Langrenianum, i que avui coneixem com de la Fecunditat. Aquest mateix any el frare caputxí Antón María Rheita va publicar també un mapa lunar, posant nom als accidents amb lletres llatines.
En 1647, Johannes Hevelius de Danzig, va publicar una millor descripció de la Lluna complementant les observacions de Langreno (més de 300 accidents), afegint alguns noms als ja existents, però amb la particularitat d'utilitzar per a això topònims terrestres.
Per a la seva obra denominada Selenographia li va anar bé el fet de ser conegut com a "pare de l'estudi lunar", sobretot pels mesuraments que va efectuar d'alguns accidents, els quals coincideixen bastant amb les que, actualment, posseïm preses per les sondes lunars, i pels gravats que il·lustraven els seus escrits realitzats personalment per ell per evitar errors d'interpretació.
Les observacions d'Hevelius van ser plasmades en una carta de 25 centímetres de diàmetre, si bé el seu intent de popularitzar els seus treballs no va arribar a bon port, i es diu que a la seva mort un mapa lunar de coure va ser fos per fer una tetera.
En l'any 1651 es va publicar un nou mapa que el jesuïta italià Giovanni Battista Riccioli li va tornar a donar nom, l'Almagestum novum, amb observacions del seu alumne Francesco Maria Grimaldi, en el qual es donava a les muntanyes lunars noms de formacions terrestres (Apenins, Alps, Carpats…), i als cràters més notables els va designar amb noms d'astrònoms famosos del passat i d'alguns més notables de la seva època. Aquest sistema ha perdurat fins a l'actualitat i ha servit de model per incrementar la nomenclatura fins a extrems insospitats. Com a curiositat podem dir que científics tan importants com el seu admirat Tycho Brahe tenen el seu homònim a la zona polar o que Copèrnic, del qual Riccioli no tenia molt bones referències, va ser llançat al Mar de les Tempestats, arribant a atorgar a Galileu un cràter insignificant.
Cal dir que Grimaldi i el mateix Riccioli tenen immensos i prominents circs prop del no gaire llunyà limb oest, a Blaise Pascal se li va reservar un cràter proper al de Pitàgores i no gaire lluny del de Joseph-Nicéphore Niepce, al costat del casquet polar nord.
Tenen, a més, el seu propi accident (els quals han tingut nom posteriorment) persones com Yamamoto, Anaxàgores, Da Vinci, Dante, Gutenberg, Leverrier, Jules Verne, Vasco de Gamma o Juli Cèsar, juntament amb Sosígenes.
A altres formacions majors denominades "mars" (maria en llatí) se'ls va identificar amb noms romàntics. Tant és així que hi ha el Mar de la Tranquil·litat, de la Serenitat, de la Fecunditat, dels Humors, del Nèctar, etc.
Giovanni Cassini, primer astrònom real i fundador d'una llarga dinastia d'astrònoms i geodèsics, va elaborar amb un refractor aeri d'11 cm d'obertura i 11 m de focal un mapa lunar més exacte que els anteriors, del qual es van fer diverses edicions, encara que les planxes dels enregistraments, conservats en la Impremta Real de París, van ser venudes com a coure vell posteriorment. Similar sort va córrer el mapa de Philippe de la Hire, de 4 metres d'alt, que mai va arribar a gravar-se sencer.
Isaac Newton, matemàtic, físic i astrònom anglès, seguint les idees proposades per James Gregory en 1663, va idear un telescopi reflector, amb l'objectiu que tingués un mirall, en comptes d'una lent, el qual no proporcionava els errors cromàtics dels refractors.
El seu primer telescopi (1668) tenia només 25 mm d'obertura, però molt ràpid va fabricar un altre de 50 mm que ja va poder presentar reeixidament a la Royal Society (Societat Real). Seguint els passos de Gregory, el matemàtic John Hadley (1682 - 1744) va construir un reflector que va presentar també a la Societat Real: el seu diàmetre era de 150 mm, la seva longitud 1,8 metres i en comparar-ho amb el refractor de 37 metres de longitud que la Societat tenia polit per Christian Huygens, va obtenir uns resultats molt similars.
En 1740 James Short va poder elaborar el primer reflector de 450 mm d'obertura, però amb una longitud de només 3,6 metres: un avanç espectacular en instrumentació.
Però la millora del telescopi només s'aconseguiria en elaborar l'objectiu acromàtic: aquest va ser ideat per l'advocat Chester Hall en 1773, qui pretenia mantenir en secret l'invent fins que l'òptic Jonh Dollond ho va descobrir. Bastava emprar vidres de diferent densitat i poder refractant per aconseguir un objectiu pràcticament lliure d'aberracions cromàtiques.
Seria l'inici dels nous i majors refractors: en primer lloc van aparèixer els de doblets acromàtics (dues lents) fins que el fill de Dollond, Peter, obtingués el primer triplet acromàtic en 1765.
En l'any 1775 l'astrònom alemany Tobías Mayer va elaborar un sistema de coordenades lunars que va distribuir en el seu propi mapa de 20 centímetres de diàmetre, situant per primera vegada els punts cardinals de la forma en què avui els coneixem, és a dir, el nord a baix i l'oest a la dreta.
William Herschel, famós constructor de telescopis reflectors, també va estudiar minuciosament la superfície lunar amb els seus grans telescopis (el major d'1,2 metres d'obertura i 12 metres de longitud) mesurant i catalogant diferents formacions del satèl·lit, tasca que va continuar el seu fill John Herschel.
Cap a 1778 Johann Schröter, magistrat suprem de la ciutat de Lilienthal, va estudiar la Lluna i va realitzar centenars d'observacions molt detallades de les fissures i esquerdes que observava, utilitzant per a això telescopis dissenyats per Herschel. Els francesos van destruir el seu observatori durant les guerres napoleòniques, i amb ell el seu treball sobre els planetes. El mateix va ocórrer amb el gran reflector d'Herschel de 61 cm instal·lat en l'Observatori Astronòmic de Madrid, inaugurat en l'estiu de 1790 i cremat en 1808 per les tropes franceses, del qual només es va salvar el mirall metàl·lic de l'objectiu.
A Schröter se li ha considerat el veritable pare de la selenografia moderna i té el seu propi accident lunar, la Vall de Schröter, proper al cràter Galilei.

## Segles XIX i XX
Ja al segle xix es van confeccionar importants cartes lunars: W. G. Lohrmann va disposar del seu propi mapa de 97 centímetres l'any 1824. El 1837 apareix el "Mapa Selenographica" realitzat per Wilhelm Beer i Johann Mädler, que va ser una veritable obra mestra quant a la seva presentació es refereix, amb una altura de 95 centímetres i dividida en quatre parts, obra que seria completada amb el seu llibre Der Monde (La Lluna).
La millora en les observacions va arribar a conseqüència del desenvolupament de nous i millors telescopis, muntures més modernes i oculars més perfeccionats, així com dels seus elements de situació i moviment.
Famosos van ser els treballs topogràfics de l'astrònom i jesuïta italià Angelo Secchi, les fotografies de Warren de la Rue, les observacions de Gruithuisen o el menys conegut de Lecouturier i Chapuis (1860), sense oblidar els treballs dels astrònoms Loewy i Puiseux sobre l'origen dels cràters.
Beer i Mädler havien dibuixat un mapa lunar en el qual la riquesa dels detalls superava als publicats fins aquell moment. Es va poder comprovar llavors la inexistència de vida en el nostre satèl·lit, i anunciar al món que es tractava d'un astre rocós i mort. Aquestes afirmacions van fer que gran part dels afeccionats a la Lluna deixessin d'interessar-s'hi i es dediquessin a altres branques de l'Astronomia, en aquests moments més interessants o noves, com la nounada espectroscòpia.
No obstant això, el selenògraf alemany Johan F. Julius Schmidt va seguir traçant un mapa que contenia més de 1.000 dibuixos i que va ser publicat l'any 1868. La majoria de les seves observacions les va realitzar mentre era director de l'Observatori d'Atenes. Els seus treballs van ser plasmats en un mapa, el diàmetre del qual era de 2 metres i que superava el creat per Beer i Mädler anys enrere.
Durant l'elaboració de la seva obra, Schmidt es va adonar d'alguns importants canvis en l'orografia lunar (com la desaparició aparent del cràter Linné), canvis que també van ser confirmats per altres científics, començant llavors una extensa campanya per cartografiar la Lluna i els possibles punts canviants. Un altre germà, Johan Zollner, va realitzar també estudis teòrics sobre la llum lunar, tot i que es va distingir fonamentalment pels seus treballs d'astrofísica.
En l'any 1874 apareix un llibre escrit per l'escocès James Nasmyth i il·lustrat amb gravats reproduïts en escaiola amb ajuda de l'astrònom James Carpenter.
En 1876 Edmond Neison publica un volum titulat La Lluna, en el qual narra amb detall l'orografia lunar telescòpica sobre un mapa de 70 centímetres, mentre que la Societat Astronòmica Britànica organitzava una espècie de comitè amb la idea d'elaborar un nou atles lunar. Es va designar un grup d'observadors, dirigits per Birt, amb la missió de confirmar els canvis possibles que es poguessin observar en el nostre satèl·lit. No obstant això, finalment, del mapa lunar de 2 metres i mig que es pensava editar, només es van traçar uns quants fulls dels 64 que havien de formar part de l'atles.
Cap a 1867 Charles Algernon Parsons, quart fill de Lord Rosse, el fabricant del major telescopi del món del s. XIX (amb 1,8 metres d'obertura), va fer estudis sobre l'avaluació calorífica rebuda de la lluna per mitjà d'una pila termoelèctrica i un galvanòmetre instal·lats al focus del telescopi.
En 1876 es va acabar un gran reflector d'1,2 metres amb la intenció de presentar-lo a l'Exposició Universal de París de 1878, quedant instal·lat provisionalment en els jardins de l'Observatori de París: un defecte òptic va impedir emprar-lo amb tot el seu rendiment, sobretot en l'estudi lunar. Reprenent la idea es va tornar a fabricar un gegantí telescopi refractor, aquest d'1,25 m de diàmetre, també amb la idea de presentar-lo a l'Exposició Universal de 1900 i la campanya publicitària del qual anunciava que es podia "veure la Lluna a un metre". El tub del telescopi (tot el conjunt pesava 21 tones) es va instal·lar horitzontal, segons el disseny de Loewy, encara que rebia la llum d'un mirall celostat de 2 metres de diàmetre. La mala qualitat òptica de l'instrument va defraudar el gran públic i va acabar els seus dies com a ferralla.
Entre els astrònoms espanyols hi ha destacats selenògrafs, tals com l'astrònom català Josep Comas i Solà, Jose Joaquín de Landerer, científic valencià que va estudiar el 1890 la Lluna amb llum polaritzada, Tomás Giner (farmacèutic alacantí) autor d'un mapa de ranures lunars, Antoni Paluzíe i Borrell com a especialista en història de la cartografia lunar, Ibáñez, Joaquín Febrer Carbó, Federico Armenter de Monestir, Dionisio Renart García i un llarg etcètera que han deixat petjada en forma de cartes i llibres i, fins i tot, han donat nom a bastants accidents lunars.
El descobriment de la fotografia lunar va donar un gir complet a l'observació i estudi de la cartografia lunar tradicional.
La Lluna ha estat blanc dels objectius fotogràfics des de pràcticament l'inici de la fotografia, i sembla que la primera imatge de la Lluna va ser realitzada l'any 1840 per John William Draper, emprant per fer-ho una lent de 80 mm d'obertura amb una exposició de 20 minutos, obtenint al final una imatge que ocupava en el clisé uns 3 centímetres.
William C. Bond va utilitzar el desembre de 1849 un telescopi refractor de 380 mm, amb el qual va captar la imatge del nostre satèl·lit en 20 minuts, però la seva qualitat era inigualable fins al moment: en la Gran Exposició celebrada a Londres va causar sensació entre el públic britànic.
Per mitjà de la tècnica del colodi l'astrònom britànic Warren De la Rue va poder obtenir el 1859 una imatge molt millor, amb un refractor de 330 mm i plaques de colodi que captava els detalls superficials en temps tan curts com 10 o 20 segons. La seva imatge negativa de 28 mm de diàmetre va poder ser ampliada unes 20 vegades, sense el problema que originava la turbulència en les anteriors preses lunars.
El primer mapa fotogràfic seriós és el del nord-americà Lewis Rutherfurd, obtingut l'any 1864 ampliant unes preses de la Lluna fins a 65 centímetres de diàmetre abans de perdre els detalls més fins. Els estudiosos francesos Maurice Loewy, Pierre Puiseux i Li Morvan, van elaborar un atles fotogràfic compost per 70 làmines i realitzat des de l'Observatori de París.
Als Estats Units van aparèixer els treballs de Ritchey en Yerkes i de William Henry Pickering, aquest últim va elaborar un altre atles en l'any 1904 obtingut des de l'Observatori Astronòmic de l'illa de Jamaica amb la particularitat d'obtenir cada zona il·luminada de cinc formes diferents.
En 1930 va veure la llum l'atles fotogràfic de Walter Goodacre i en 1946 es va publicar el de Percy Wilkins que mostrava una esfera de més de 7 metres, els millors del seu gènere fins i tot superant al mateix mapa oficial de la Unió Astronòmica Internacional de 1935, confeccionat amb mesuraments micromètrics de Wesley i Blagg.
Entre els millors atles moderns podem citar el de Gerard Kuiper de 1960, compost per 280 fotografies dels observatoris Yerkes, Pic du Midi, Lick, McDonald i Muntanya Wilson, que permet fins i tot mesurar altures i profunditats gràcies a les ombres projectades pels accidents de la superfície.
En la dècada dels seixanta va aparèixer l'atles de l'U. S. Air Forces nord-americà format per 85 fulls a escala 1:1.000.000 amb ajuda d'observacions visuals i fotogràfiques, així com una carta geològica de 90 centímetres traçada per R. J. Hackmann.
Amb el llançament de les primeres sondes lunars en 1959 s'aconsegueix perfeccionar els mapes selenogràfics i és a partir d'aquest moment quan les observacions visuals deixen de tenir pes en les cartes. Les fotografies obtingudes des de la Terra deixen pas a les preses a molt poca distància per les sondes soviètiques i americanes, els mapes es fan cada vegada més perfectes i a escales més reduïdes. No obstant això, no tot estava cartografiat en la Lluna: les zones polars estaven molt pobrament representades i, de vegades, eren totalment desconegudes en tant que apareixien fosques a les imatges obtingudes per les sondes Lunar Orbiter.
Per evitar tenir encara desconeguts aquests 270.000 quilòmetres quadrats, l'Associació d'Observadors Lunars i Planetaris (ALPO) dels Estats Units va organitzar la campanya "Lluna Incògnita" destinada a l'observació i cartografiat mensual de les zones que envolten el pol sud i que es va tancar l'any 1988.
Amb l'ajuda de l'última generació de sondes automàtiques, com la Clementine o la Lunar Prospector, els últims secrets de l'orografia lunar han estat desvetllats.